# Sergio Lubezky
Sergio Tzvi Lubezky Américus (Ciudad de México,  México, 4 de Tevet 5720 / 4 de enero de 1960) es un artista, emprendedor y filántropo mexicano.

## Biografía
Proveniente de dos familias de inmigrantes Judíos de Lituania, Alemania y Polonia, es el primer miembro de la segunda generación nacida en América.
Lubezky realizó estudios formales en la Universidad de las Américas, Puebla México (Relaciones Internacionales), en la Universidad Hebrea de Jerusalén Israel (Relaciones Internacionales), en el ITESO Guadalajara (Mercadotecnia) y la Universidad Iberoamericana México (Arquitectura), terminando cada una de estas áreas del conocimiento como autodidacta. Su ejercicio profesional ha estado enfocado a campos tan variados como lo son la hostelería, arquitectura, fotografía, producción de televisión, mercadotecnia, cinematografía, fintech y filantropía. 

### Hostelería
Su primer trabajo, mientras estudiaba preparatoria, fue el de repartidor de comida a domicilio. Después trabajó en una agencia de viajes y posteriormente se inició, como limpiador de ceniceros en una popular discoteca de la ciudad de Puebla, el Cuche's. Ascendió corporativamente en la organización hasta ser su Director General e integrar otras marcas bajo su mando.

### Televisión
En televisión, realizó diferentes roles en la producción de series como El Gran Premio de los 64 Mil pesos, con Don Pedro Ferriz, un semanario cultural con Sally de Perete y varios programas especiales y pilotos de serie siempre junto a su tutor, el productor Alexis Pola. En esta época se realizó en México la transformación de Imevision a Televisión Azteca, y mientras se realizaban recortes de personal en cada etapa, Lubezky era re-contratado y ascendido en puesto. De esta manera aprendió, directamente y al realizarlo, el arte de la producción.

### Arquitectura
En arquitectura, su obra está primordialmente relacionada con la hostelería. Algunos restaurantes internacionalmente conocidos como la cadena Carlos’n Charlies, y hoteles boutique como Isla Tajín en Tuxpan Veracruz, en México fueron diseñados por Lubezky. Su trabajo se remontaba a mucho más que al diseño de la obra civil. Al ser responsable del diseño, plan de operación y la puesta en marcha llave en mano de restaurantes, centros nocturnos y bares en Ciudad de México, Puebla, Guadalajara, Puerto Vallarta, Cancún, Cabo San Lucas, Tijuana, y Veracruz entre otras. 

### Fotografía
En fotografía, su trabajo inicial muestra fuertes influencias de Tina Modotti, Diego Rivera, Manuel Álvarez Bravo, entre otros. La interpretación de estos artistas en su obra produce una combinación costumbrista y llena de color, con imágenes claras y bien compuestas con el tradicional sabor Mexicano. Sin embargo, es importante notar que a partir del 2010, la fotografía de Lubezky da un giro de 360 grados, evolucionando en fuerza y contenido.
Trabajando de manera muy cercana con los grandes fotógrafos Mexicanos contemporáneos, y bajo la tutela e instrucción de Pedro Meyer, recibe instrucción de Elsa Medina, Francisco Mata Rosas, Yvonne Venegas, José Luis Cuevas, Eniac Martínez así como de expertos en construcción y elaboración de discursos visuales, entre los cuales destaca Armando Cristeto, Lubezky inicia una nueva etapa en su fotografía del siglo XXI. Su trabajo Autorretrato en tercera persona se impone como la serie ganadora del primer lugar por los votos del público participante en el Simposio Internacional de Fotografía de Mazatlán, en agosto del 2010. Desde ese momento, Lubezky inicia una nueva exploración de la fotografía, siendo pionero en México en el uso de la fotografía aérea por medio de drones, dirigiendo y realizando la producción de cine corporativo para empresas de talla mundial como Purina Nestlé, Ford, y General Motors.
La obra fotográfica de Lubezky se ha expuesto tanto en México como en el extranjero. Fue muy bien recibida en las exposiciones de la Galería APA, Nagoya, y la Galería Meridien, en Tokio, Japón. Indirectamente, su trabajo y propuesta fotográfica se ve reflejada en muchos otros fotógrafos contemporáneos que han recibido la instrucción y guía personalizada de Lubezky en la amplia labor docente y educativa que ha realizado en este campo en México, Cuba y Colombia.

### Cinematografía
En el campo de la cinematografía, el 23 de mayo de 2016 se expone en el Museo de Arte Moderno de Medellín su primer documental en el cual participa como productor ejecutivo: "Catracholandia" realizando la premier de la cinta a beneficio de la Fundación Hogares Claret.
La noche de la premier conoce en el Parque El Poblado de Medellín a un grupo de cinéfilos de renombre, entre los cuales se encontraba Carlos Eduardo Henao, coguionista de La vendedora de rosas y La sangre y la lluvia con quien desde ese momento y hasta la fecha tiene una cercana amistad. Poco tiempo después, con Henao y otros cineastas de la Fundación Cinefilia, adquiere los conocimientos iniciales que le permiten iniciar el rodaje de su segundo documental con una comunidad de jóvenes colombianos que creen, y demuestran, que el futuro es mejor para todos cuando todos trabajan en equipo. Somos familia inicia trabajos de preproducción en 2017 en Cañaveralejo, Sabaneta, el municipio más pequeño de Colombia.

### Filantropía
Enero del 2016 marca un hito en la vida de Lubezky. Derivado de experiencias personales, en una experiencia que él califica como mística, deja por un año su labor profesional para darse a sí mismo un año sabático al servicio por los demás en Medellín, Colombia como voluntario de la Fundación Hogares Claret. Su propósito de vida es servir a quien más lo necesita y en esta nueva etapa convergen sus pasiones como fotógrafo, cineasta e incansable viajero con su vocación de servir. 
Durante 2017 fue invitado por la sede en Sabaneta, Antioquía de las Juntas de Acción Comunal para participar en sus actividades, lo que derivó en una participación íntima y cercana con los habitantes de la vereda Cañaveralejo.
En febrero de 2018 inicia una labor de colaboración social en Eishel Nuestro Hogar en Cuernavaca, Morelos, la casa de adultos mayores de la comunidad Judía de México, donde colabora de manera central en el cambio estructural de la institución, al tiempo que conoce de manera muy cercana la perspectiva de quienes viven en una casa de retiro. 
En noviembre del 2019, es nombrado presidente de la Fundación Ser y Estar, cuyo objetivo social es apoyar a los dos grupos más vulnerables de la población: niños y los adultos mayores.  
En 2022, nuevamente en Medellín,  Cofundó Damblaune, La Fintech del Dar. Un emprendimiento que gestiona las funciones de Desarrollo Institucional de organizaciones sin fines de lucro a fin de garantizar su sostenibilidad y sustentabilidad. Damblane crea procesos mediante DaaS (Donation as a Service) y sus dos MVP´s (Producto viable mínimo) son Lacajitazul y Los Monstros.